# Llista de Creus de Sant Jordi/2002/Entitats

#### Entitats
Informació actualitzada per un bot. Els canvis manuals es perdran quan s'actualitzi!
| Entitat                                                                                    | Wikidata  | Descripció                                                                                    | Imatge |
| ------------------------------------------------------------------------------------------ | --------- | --------------------------------------------------------------------------------------------- | ------ |
| Castellers de Barcelona                                                                    | Q2941385  | colla castellera                                                                              |        |
| L'Avenç                                                                                    | Q3202751  | revista històrica en català                                                                   |        |
| Cercle Català de Madrid                                                                    | Q5667884  |                                                                                               |        |
| Associació Catalana de Municipis i Comarques                                               | Q8206931  |                                                                                               |        |
| Revista Jurídica de Catalunya                                                              | Q9068474  | Publicació jurídica                                                                           |        |
| La Passió d'Olesa de Montserrat                                                            | Q11687725 | representació teatral sobre la Passió de Jesús                                                |        |
| Agrupació Musical Senienca                                                                 | Q11904329 |                                                                                               |        |
| Cercle Catòlic de Gràcia                                                                   | Q11913523 | associació social i cultural                                                                  |        |
| Federació de Colles de Sant Medir                                                          | Q11921694 | agrupació de Colles de Sant Medir                                                             |        |
| Federació de Municipis de Catalunya                                                        | Q11921695 | Entitat formada per municipis constituïda per a la defensa i la promoció de l'autonomia local |        |
| La Locomotora Negra                                                                        | Q11930571 |                                                                                               |        |
| Orfeó de Sants                                                                             | Q11939485 | Agrupació coral de Sants (Barcelona)                                                          |        |
| Ràdio Olot                                                                                 | Q11946444 | emissora de ràdio local de la ciutat d'Olot                                                   |        |
| Ateneu Hortenc                                                                             | Q16172243 | associació cultural d'Horta                                                                   |        |
| Club Tennis de la Salut                                                                    | Q16188892 |                                                                                               |        |
| ASPROS                                                                                     | Q20100294 |                                                                                               |        |
| Col·legi Major Universitari La Salle de Barcelona                                          | Q20100424 |                                                                                               |        |
| Reial i Venerable Congregació de la Puríssima Sang de Nostre Senyor Jesucrist de Tarragona | Q20101660 |                                                                                               |        |